# Witscheiderhof
Witscheiderhof ist ein Stadtteil von Bad Münstereifel im Kreis Euskirchen in Nordrhein-Westfalen.

## Lage
Der Ort liegt etwa 5 km südwestlich von Bad Münstereifel an der Landesstraße 194. Die nächste Autobahnanschlussstelle ist Blankenheim an der A 1.

## Verkehr
Die VRS-Buslinie 824 der RVK verbindet den Ort mit Bad Münstereifel und Blankenheim, ausschließlich als TaxiBusPlus im Bedarfsverkehr.
| Linie | Verlauf |
| ----- | --- |
| 824   | MiKE (außer im Schülerverkehr): Blankenheim – Mülheim – Tondorf – Buir – Holzmülheim – Frohngau – Roderath – Bouderath – (Witscheiderhof – Bergrath) / Kolvenbach – Hohn – Eicherscheid – Bad Münstereifel Eifelbad – Bad Münstereifel Bf |

Die Grundschulkinder werden zur Gemeinschaftsgrundschule nach Bad Münstereifel gebracht.